# Léo Artur
Leonardo Artur de Melo (sinh ngày 23 tháng 3 năm 1995), thường được biết đến với tên gọi Léo Artur, là một cầu thủ bóng đá người Brazil hiện đang thi đấu ở vị trí tiền vệ tấn công và tiền đạo cánh cho câu lạc bộ Công an Hà Nội tại V.League 1.

## Sự nghiệp

### Corinthians
Léo bắt đầu sự nghiệp của mình trong đội trẻ của Corinthians. Anh là thành viên của đội giành chức vô địch tại Copa São Paulo de Futebol Júnior năm 2012. Anh được huấn luyện viên Tite gọi đội một của Corinthians vào năm 2013. Anh có trận cho câu lạc bộ trước Paulista vào ngày 20 tháng 1 năm 2013.

### Guarani
Léo có trận ra mắt giải đấu cho Guarani trước Ferroviária vào ngày 19 tháng 2 năm 2014.

### Penapolense
Léo ghi bàn trong trận đấu ra mắt của anh cho Penapolense trước Mogi Mirim vào ngày 18 tháng 2 năm 2015, ghi bàn ở phút thứ 36.

### Paysandu
Léo có trận đấu đầu tiên cho Paysandu trước América vào ngày 28 tháng 7 năm 2015. Anh ghi bàn thắng đầu tiên cho đội trước ABC vào ngày 16 tháng 9 năm 2015, ghi bàn ở phút thứ 13.

### Mogi Mirim
Léo có trận đấu ra mắt cho Mogi Mirim trước Osasco Audax vào ngày 31 tháng 1 năm 2016. Anh ghi bàn thắng đầu tiên cho câu lạc bộ trước Linense vào ngày 17 tháng 2 năm 2016, ở phút thứ 8.

### Oeste
Léo có trận ra mắt cho Oeste trước Atlético Goianiense vào ngày 14 tháng 5 năm 2016. Anh ghi bàn thắng đầu tiên cho vào lưới CRB, ngày 24 tháng 5 năm 2016.

### Osasco Audax
Léo có trận ra mắt cho Osasco Audax trước São Paulo vào ngày 5 tháng 2 năm 2017. Anh ghi bàn thắng đầu tiên cho câu lạc bộ trước Ituano vào ngày 25 tháng 2 năm 2017, ghi bàn ở phút thứ 50.

### Ponte Preta
Léo có trận ra mắt cho Ponte Preta trước Atlético Mineiro vào ngày 28 tháng 5 năm 2017. Anh ghi bàn thắng đầu tiên cho đội vào lưới Coritiba, ngày 20 tháng 7 năm 2017, ở phút thứ 16.

### Trở lại Oeste
Trong lần trở lại đội bóng, Léo đã có trận đầu tiên trước CRB.

### Ferroviária
Léo có trận ra mắt Ferroviária trước Ituano vào ngày 31 tháng 1 năm 2019.

### Fluminense
Léo có trận ra mắt Fluminense trước Goiás vào ngày 29 tháng 4 năm 2019.

### Sport Recife
Léo có trận đấu đầu tiên cho Sport Recife trước Atlético Mineiro vào ngày 21 tháng 9 năm 2019.

### Mirassol
Léo có trận ra mắt Mirassol trước Bangu vào ngày 20 tháng 9 năm 2020. Anh ghi bàn thắng đầu tiên cho câu lạc bộ trước Nacional PR vào ngày 17 tháng 10 năm 2020, ghi bàn ở phút thứ 63.

### Figueirense
Léo có trận ra mắt Figueirense trước Operário Ferroviário vào ngày 7 tháng 11 năm 2020. Anh ghi bàn thắng đầu tiên cho đội trước Cruzeiro vào ngày 21 tháng 11 năm 2020, ở phút thứ 11.

### Lần thứ ba tại Oeste
Trong lần thứ ba khoác áo Oeste, anh có trận ra mắt trước Taubaté vào ngày 10 tháng 3 năm 2021. Anh ghi hai bàn thắng đầu tiên cho đội trước RB Brasil vào ngày 21 tháng 4 năm 2021, ghi bàn ở phút thứ 10 và 55.

### Sampaio Corrêa
Léo có trận ra mắt Sampaio Corrêa trước Confiança vào ngày 18 tháng 9 năm 2021. Anh ghi bàn thắng đầu tiên cho đội trước Remo vào ngày 1 tháng 10 năm 2021, ghi bàn ở phút thứ 13.

### Londrina
Léo có trận đấu ra mắt Londrina trước Maringá vào ngày 23 tháng 1 năm 2022.

### Trở lại Figueirense
Trong lần trở lại với câu lạc bộ, Léo đã có trận ra mắt trước Hercílio Luz vào ngày 12 tháng 3 năm 2022. Anh ghi bàn thắng đầu tiên cho câu lạc bộ vào lưới Altos ngày 19 tháng 4 năm 2022, ghi bàn ở phút thứ 52.

### Quy Nhơn Bình Định
Tháng 10 năm 2023, Léo đến Việt Nam để gia nhập Quy Nhơn Bình Định. Anh bỏ túi ngay cho mình bàn thắng trong trận ra mắt cho Quy Nhơn Bình Định trước Công an Hà Nội vào ngày 22 tháng 10 năm 2023, ở phút thứ 38. Anh ghi tổng cộng 8 bàn thắng trong mùa giải V.League 2023–24, đóng vai trò quan trọng trong việc giành vị trí á quân của Quy Nhơn Bình Định.

### Công an Hà Nội
Ngày 13 tháng 8 năm 2024, Léo Artur ký hợp đồng với câu lạc bộ Công an Hà Nội dù chỉ mới gia hạn hợp đồng với Quy Nhơn Bình Định.
Ngày 15 tháng 9 năm 2024, ngay trong trận đấu ra mắt của anh trong màu áo mới, anh đã có bàn thắng đầu tiên trong trận hòa 1–1 của Công an Hà Nội trước Hải Phòng từ đường chuyền của Nguyễn Quang Hải. Sau đó hơn 1 tuần, ngày 26 tháng 9, Léo đã có được cú hat-trick đầu tiên cho câu lạc bộ để giúp đội bóng có chiến thắng hủy diệt trước Lion City Sailors tại Shopee Cup.

## Thống kê sự nghiệp
Tính đến 10 tháng 2 năm 2025
| Câu lạc bộ          | Mùa giải            | Quốc gia            | Quốc gia | Quốc gia | Cấp bang | Cấp bang | Cúp quốc gia | Cúp quốc gia | Châu lục | Châu lục | Tổng cộng | Tổng cộng |
| Câu lạc bộ          | Mùa giải            | Giải đấu            | Trận     | Bàn      | Trận     | Bàn      | Trận         | Bàn          | Trận     | Bàn      | Trận      | Bàn       |
| ------------------- | ------------------- | ------------------- | -------- | -------- | -------- | -------- | ------------ | ------------ | -------- | -------- | --------- | --------- |
| Corinthians         | 2013                | Série A             | 5        | 0        | 2        | 0        | 1            | 0            | 0        | 0        | 8         | 0         |
| Corinthians         | 2017                | Série A             | 0        | 0        | 0        | 0        | 0            | 0            | 0        | 0        | 0         | 0         |
| Corinthians         | Tổng cộng           | Tổng cộng           | 5        | 0        | 2        | 0        | 1            | 0            | 0        | 0        | 8         | 0         |
| Guarani (mượn)      | 2014                | Série C             | 1        | 0        | 4        | 0        | —            | —            | —        | —        | 5         | 0         |
| Penapolense (mượn)  | 2014                | Série D             | 3        | 0        | —        | —        | —            | —            | —        | —        | 3         | 0         |
| Penapolense (mượn)  | 2015                | Paulista A1         | —        | —        | 9        | 3        | —            | —            | —        | —        | 9         | 3         |
| Penapolense (mượn)  | Tổng cộng           | Tổng cộng           | 3        | 0        | 9        | 3        | 0            | 0            | 0        | 0        | 12        | 3         |
| Paysandu (mượn)     | 2015                | Série B             | 6        | 1        | —        | —        | —            | —            | —        | —        | 6         | 1         |
| Mogi Mirim (mượn)   | 2016                | Paulista A1         | —        | —        | 12       | 2        | —            | —            | —        | —        | 12        | 2         |
| Oeste (mượn)        | 2016                | Série B             | 35       | 4        | —        | —        | —            | —            | —        | —        | 35        | 4         |
| Osasco Audax (mượn) | 2017                | Paulista A1         | —        | —        | 12       | 2        | —            | —            | 2        | 1        | 14        | 3         |
| Ponte Preta         | 2017                | Série A             | 22       | 1        | —        | —        | 2            | 0            | —        | —        | 24        | 1         |
| Ponte Preta         | 2018                | Série B             | 0        | 0        | —        | —        | —            | —            | —        | —        | 0         | 0         |
| Ponte Preta         | 2018                | Paulista A1         | —        | —        | 12       | 1        | —            | —            | —        | —        | 12        | 1         |
| Ponte Preta         | Tổng cộng           | Tổng cộng           | 22       | 1        | 12       | 1        | 2            | 0            | 0        | 0        | 36        | 2         |
| Oeste               | 2018                | Série B             | 13       | 0        | —        | —        | 0            | 0            | —        | —        | 13        | 0         |
| Ferroviária         | 2019                | Paulista A1         | —        | —        | 9        | 2        | 13           | 5            | —        | —        | 22        | 7         |
| Ferroviária         | 2020                | Paulista A1         | —        | —        | 9        | 0        | 3            | 0            | —        | —        | 12        | 0         |
| Ferroviária         | Tổng cộng           | Tổng cộng           | 0        | 0        | 18       | 2        | 16           | 5            | 0        | 0        | 34        | 7         |
| Fluminense (mượn)   | 2019                | Série A             | 7        | 0        | —        | —        | 3            | 0            | —        | —        | 10        | 0         |
| Sport Recife (mượn) | 2019                | Série B             | 5        | 0        | —        | —        | —            | —            | —        | —        | 5         | 0         |
| Sport Recife (mượn) | 2019–20             | Copa do Nordeste    | —        | —        | 0        | 0        | —            | —            | —        | —        | 0         | 0         |
| Sport Recife (mượn) | Tổng cộng           | Tổng cộng           | 5        | 0        | 0        | 0        | 0            | 0            | 0        | 0        | 5         | 0         |
| Mirassol            | 2020                | Série D             | 8        | 1        | —        | —        | —            | —            | —        | —        | 8         | 1         |
| Figueirense         | 2020                | Série B             | 6        | 1        | —        | —        | —            | —            | —        | —        | 6         | 1         |
| Oeste               | 2021                | Série C             | 12       | 1        | —        | —        | —            | —            | —        | —        | 12        | 1         |
| Oeste               | 2021                | Paulista A1         | —        | —        | 14       | 5        | —            | —            | —        | —        | 14        | 5         |
| Oeste               | Tổng cộng           | Tổng cộng           | 12       | 1        | 14       | 5        | 0            | 0            | 0        | 0        | 26        | 6         |
| Sampaio Corrêa      | 2021                | Série B             | 12       | 3        | —        | —        | —            | —            | —        | —        | 12        | 3         |
| Sampaio Corrêa      | 2021–22             | Copa Nordeste       | —        | —        | 0        | 0        | —            | —            | —        | —        | 0         | 0         |
| Sampaio Corrêa      | Tổng cộng           | Tổng cộng           | 12       | 3        | 0        | 0        | 0            | 0            | 0        | 0        | 12        | 3         |
| Londrina            | 2022                | Paranaense          | —        | —        | 7        | 0        | 1            | 0            | —        | —        | 8         | 0         |
| Figueirense         | 2022                | Série C             | 21       | 6        | —        | —        | —            | —            | —        | —        | 21        | 6         |
| Figueirense         | 2022                | Catarinense         | —        | —        | 4        | 0        | —            | —            | —        | —        | 4         | 0         |
| Figueirense         | 2023                | Série C             | 16       | 2        | —        | —        | —            | —            | —        | —        | 16        | 2         |
| Figueirense         | 2023                | Catarinense         | —        | —        | 6        | 0        | —            | —            | —        | —        | 6         | 0         |
| Figueirense         | Tổng cộng           | Tổng cộng           | 37       | 8        | 10       | 0        | 0            | 0            | 0        | 0        | 47        | 8         |
| Quy Nhơn Bình Định  | 2023–24             | V.League 1          | 23       | 8        | —        | —        | 1            | 0            | —        | —        | 24        | 8         |
| Công an Hà Nội      | 2024–25             | V.League 1          | 11       | 7        | —        | —        | 1            | 0            | 4        | 4        | 16        | 11        |
| Tổng cộng sự nghiệp | Tổng cộng sự nghiệp | Tổng cộng sự nghiệp | 206      | 35       | 100      | 15       | 25           | 5            | 6        | 5        | 327       | 60        |

## Danh hiệu
Corinthians
- Campeonato Paulista: 2013
- Recopa Sudamericana: 2013

Công an Hà Nội
- Cúp Quốc gia: 2024–25
- Siêu cúp Quốc gia: 2025